# Engyprosopon multisquama
Engyprosopon multisquama és un peix teleosti de la família dels bòtids i de l'ordre dels pleuronectiformes.

## Distribució geogràfica
Es troba des de les costes de Taiwan fins a les del Japó.